# 820年代
820年代（はっぴゃくにじゅうねんだい）は、西暦（ユリウス暦）820年から829年までの10年間を指す十年紀。

## できごと

### 821年
- ホラサーンでターヒル朝が自立する。

### 822年
- 現存最古の説話集『日本霊異記』を景戒が編集。
- 比叡山の大乗戒壇建立が勅許。

### 823年
- 嵯峨天皇が譲位し、第53代淳和天皇が即位。

### 825年
- イングランドでウェセックス王国のエグバート王がマーシアをエランダンで破る。

### 827年
- チュニジアのアグラブ朝がシチリア島征服に着手。

### 828年
- 828年頃 - 空海が綜藝種智院を創設。

### 829年
- ウェセックス王国のエグバートがイングランドを統一。